# Strage degli innocenti (Matteo di Giovanni)
La Strage degli innocenti è un dipinto tempera su tavola di Matteo di Giovanni, realizzato nella seconda metà del XV secolo e conservato all'interno del Museo nazionale di Capodimonte, a Napoli.

## Storia e descrizione
L'opera, dipinta probabilmente a Siena, venne realizzata su richiesta di Alfonso II di Napoli, che in quel tempo risiedeva nella città toscana in quanto impegnato nella campagna antimedicea, da Matteo di Giovanni, come testimoniato dalla firma in basso al centro: visto il contesto storico la tavola potrebbe essere stata dipinta nel 1478 anche se è possibile che sia stata realizzata nel 1468 o nel 1488. Se realizzata in quest'ultima data potrebbe essere una sorta di commemorazione degli abitanti di Otranto, uccisi dai Turchi nel 1480, e le cui reliquie, insieme all'opera, vennero traslate nella chiesa di Santa Caterina a Formiello nel 1489 per volere di Alfonso. In seguito, così come altri dipinti delle chiese napoletane, venne trasferita al Museo nazionale di Capodimonte, sistemata nella sala 69.
La scena principale è un intreccio e una sovrapposizione di corpi disegnati con linee marcate e intense a sottolineare la drammaticità dell'evento. Lo sfondo, caratterizzato da architetture decorate, manca di prospettiva, stile influenzato dalla pittura senese e toscana a cui l'artista, nella sua maturità, si era ispirato.